# ISU Challenger Series di pattinaggio di figura
L'ISU Challenger Series di pattinaggio di figura è un circuito che raggruppa le principali competizioni senior di gruppo B (o secondo livello) in programma tra il primo giorno di agosto e il 15 dicembre. È stato organizzato per la prima volta durante la stagione 2014–15.

La federazione internazionale (ISU) individua ogni anno dieci eventi ospitati da dieci nazioni differenti. In ogni tappa devono essere organizzate competizioni di almeno tre specialità.

## Tappe
N.B.: per la stagione 2020-2021 le gare si sono svolte come eventi individuali a causa delle restrizioni per il COVID-19.
| Nome                         | Nazione                       | 14–15 | 15–16 | 16–17 | 17–18 | 18–19 | 19–20 | 20–21      | 21–22                | 22–23 | 23-24      | 24-25 |
| ---------------------------- | ----------------------------- | ----- | ----- | ----- | ----- | ----- | ----- | ---------- | -------------------- | ----- | ---------- | ----- |
| Asian Open Trophy            | Thailandia (2018) Cina (2019) | *     | *     | *     | *     | Si    | Si    | Cancellata | esclusa dal circuito | *     | *          | *     |
| Autumn Classic               | Canada                        | Si    | *     | Si    | Si    | Si    | Si    | Cancellata | Si                   |       | Si         |       |
| Budapest Trophy              | Ungheria                      |       |       |       |       |       |       | Si         | *                    | Si    | Si         | Si    |
| Cranberry Cup                | Stati Uniti                   |       |       |       |       |       |       |            | *                    | *     | *          | Si    |
| Denis Ten Memorial Challenge | Kazakistan                    |       |       |       |       |       | *     | Cancellata | Si                   | Si    | Si         | Si    |
| Denkova-Staviski Cup         | Bulgaria                      | *     | Si    | *     | *     | *     | *     |            |                      | *     | *          | *     |
| Finlandia Trophy             | Finlandia                     | Si    | Si    | Si    | Si    | Si    | Si    | Cancellata | Si                   | Si    | Si         | **    |
| Golden Spin of Zagreb        | Croazia                       | Si    | Si    | Si    | Si    | Si    | Si    | Cancellata | Si                   | Si    | Si         | Si    |
| Ice Challenge                | Austria                       | Si    | Si    |       | *     |       |       |            | Si                   | Si    | Cancellata | *     |
| Ice Star                     | Bielorussia                   |       |       | *     | Si    | *     | Si    | *          | *                    |       |            |       |
| Inge Solar Trophy            | Austria                       |       |       |       |       | Si    |       |            |                      |       |            |       |
| John Nicks Pairs Challenge   | Stati Uniti                   |       |       |       |       |       |       |            | *                    | *     | *          | Si    |
| Lombardia Trophy             | Italia                        | Si    | *     | Si    | Si    | Si    | Si    |            | Si                   | Si    | Si         | Si    |
| Mordovian Ornament           | Russia                        |       | Si    |       |       |       |       |            |                      |       |            |       |
| Nebelhorn Trophy             | Germania                      | Si    | Si    | Si    | Si    | Si    | Si    | Si         | Si                   | Si    | Si         | Si    |
| Nepela Memorial              | Slovacchia                    | Si    | Si    | Si    | Si    | Si    | Si    | Cancellata | Cancellata           | Si    | Si         | Si    |
| Trophée de Nice              | Francia                       | *     | *     | *     | *     |       |       |            | *                    | *     | *          | Si    |
| Tallinn Trophy               | Estonia                       | *     | Si    | Si    | Si    | Si    | *     |            | *                    | *     | *          | Si    |
| U.S. Classic                 | Stati Uniti                   | Si    | Si    | Si    | Si    | Si    | Si    |            | *                    | Si    |            |       |
| Volvo Open Cup               | Lettonia                      | Si    | *     | *     | *     | *     | *     |            | *                    | *     | *          | *     |
| Warsaw Cup                   | Polonia                       | Si    | Si    | Si    | Si    | *     | Si    | Cancellata | Si                   | Si    | Si         |       |

* Non compresa nel circuito CS
** Inserita nel circuito GP

## Partecipanti
Tutti i pattinatori che al 1º luglio dell'anno in corso hanno già compiuto 15 anni possono prendere parte al circuito. Restano valide le regole relative alla cittadinanza previste dall'articolo 109 (rule 109) della ISU Constitution and General Regulations.
Gli atleti vengono iscritti dalla federazione della nazione di appartenenza, non devono essere in possesso di un punteggio minimo per partecipare alle gare e non possono gareggiare in più di tre tappe.
Ogni nazione può schierare un massimo di due atleti per ciascuna specialità. Il Paese ospitante non deve, invece, sottostare ad alcun limite.

## Vincitori
Non è prevista una classifica in base al piazzamento ottenuto in ogni singola tappa. In ciascuna specialità, la vittoria finale va all'atleta/coppia che ha ottenuto il punteggio più alto sommando i risultati complessivi (total score) delle due migliori gare. 
Con “total score” si intende la somma del punteggi ottenuti nel programma corto (short-dance) e nel programma libero nel corso della stessa gara.

## Differenze con altre competizioni
La prima differenza è legata ai punti che vengono assegnati per il WORLD STANDING. Gli eventi di ISU Challenger Series, sempre che rispettino una serie di criteri, assegnano 300 punti al vincitore della competizione (anziché i 250 delle altre competizioni di secondo livello), 270 al secondo classificato (anziché 225), 243 al terzo (anziché 203), 219 al quarto (anziché 182), 198 al quinto (anziché 164), al sesto 178 (solo settore maschile, femminile, danza), al settimo 160 (solo settore maschile e femminile), all'ottavo 144 (solo settore maschile e femminile).
Il secondo luogo, come avviene negli eventi di primo livello (Grand Prix Sr. e Jr., Olimpiadi, Campionati ISU, prove di qualificazione olimpica e World Team Trophy), i punteggi ottenuti nelle gare di ISU Challenger Series verranno presi in considerazione per stabilire i primati personali e stagionali dei partecipanti.
Infine, rispetto alle altre competizioni di secondo livello, sono previste regole tassative riguardo ai vari ufficiali di gara.
- PANNELLO TECNICO – Almeno uno dei tre componenti deve avere la qualifica “ISU”, mentre le rimanenti due figure devono essere almeno in possesso della qualifica “International”. Le figure che compongono il pannello devono provenire da differenti nazioni.
- REFEREE – Deve essere in possesso come minimo della qualifica “International” e può provenire anche dallo stesso Paese di uno dei tre componenti del pannello tecnico
- DATA OPERATOR e REPLAY OPERATOR – Devono essere in possesso come minimo della qualifica “International”
- GIUDICI – Devono essere come minimo sette in rappresentanza di Paesi diversi e devono essere almeno in possesso della qualifica “International”.

Al momento del sorteggio, gli iscritti alle gare maschili e femminili devono essere almeno 8 in rappresentanza di 4 Paesi diversi. Per quanto riguarda la danza, si richiede un minimo di 6 coppie in rappresentanza di almeno 4 Paesi, mentre sul fronte delle coppie di artistico è richiesta una presenza minima di cinque iscritti in rappresentanza di almeno 3 Paesi diversi.
Qualora una delle competizioni in programma non rispetti i criteri minimi di iscrizione, non verrà presa in considerazione per stilare la classifica finale dell'ISU Challenger Series e non saranno assegnati punti per il WORLD STANDING.
Inoltre, se al momento del sorteggio non risulteranno iscritti alla tappa atleti in rappresentanza di almeno 12 nazioni differenti, non verranno assegnati punti per il WORLD STANDING e non si terrà conto dei risultati per stilare la classifica finale dell'ISU Challenger Series.

## Premi
Il vincitore del circuito si aggiudicherà 4.000 franchi svizzeri (5.000 per coppie e danza). Al secondo classificato spetteranno 3.000 franchi svizzeri (4.000 per coppie e danza). Il terzo porterà a casa 2.000 franchi svizzeri (3.000 per coppie e danza).
In aggiunta, chi si impone in una tappa di ISU Challenger Series verrà automaticamente inserito nella cosiddetta “Alternate List”, fondamentale per occupare i posti rimasti vacanti per le tappe di Grand Prix. In sostanza, la federazione che organizza una tappa di Grand Prix, qualora si liberi qualche posto, potrà invitare, oltre a chi si trova nelle prime cinque posizioni dell'alternate list, anche chi ha vinto una tappa di ISU Challenger Series.

## Albo d'oro

### Singolo maschile
| Anno      | Oro                                                                               | Argento                                                                           | Bronzo                                                                            |
| 2014-2015 | Michael Brezina                                                                   | Aleksandr Petrov                                                                  | Konstantin Menshov                                                                |
| 2015-2016 | Jason Brown                                                                       | Max Aaron                                                                         | Michail Koljada                                                                   |
| 2016-2017 | Jason Brown                                                                       | Aleksandr Petrov                                                                  | Max Aaron                                                                         |
| 2017-2018 | Michail Koljada                                                                   | Sergej Voronov                                                                    | Moris Qvitelashvili                                                               |
| 2018-2019 | Michail Koljada                                                                   | Cha Jun-hwan                                                                      | Jason Brown                                                                       |
| 2019-2020 | Dmitrij Aliev                                                                     | Daniel Grassl                                                                     | Sōta Yamamoto                                                                     |
| 2020-2021 | Le gare si sono svolte come eventi individuali a causa della pandemia di COVID-19 | Le gare si sono svolte come eventi individuali a causa della pandemia di COVID-19 | Le gare si sono svolte come eventi individuali a causa della pandemia di COVID-19 |
| 2021-2022 | Petr Gumennik                                                                     | Keegan Messing                                                                    | Mark Kondratjuk                                                                   |
| 2022-2023 | Kevin Aymoz                                                                       | Lukas Britschgi                                                                   | Matteo Rizzo                                                                      |
| 2023-2024 | Lukas Britschgi                                                                   | Boyang Jin                                                                        | Nika Egadze                                                                       |
| 2024-2025 | Daniel Grassl                                                                     | Mihhail Selevko                                                                   | Nika Egadze                                                                       |

### Singolo femminile
| Anno      | Oro                                                                               | Argento                                                                           | Bronzo                                                                            |
| 2014-2015 | Elizaveta Tuktamysheva                                                            | Alena Leonova                                                                     | Hannah Miller                                                                     |
| 2015-2016 | Elizaveta Tuktamysheva                                                            | Anna Pogorilaja                                                                   | Adelina Sotnikova                                                                 |
| 2016-2017 | Elizaveta Tuktamysheva                                                            | Mirai Nagasu                                                                      | Mariah Bell                                                                       |
| 2017-2018 | Carolina Kostner                                                                  | Stanislava Konstantinova                                                          | Elizaveta Tuktamysheva                                                            |
| 2018-2019 | Elizaveta Tuktamysheva                                                            | Bradie Tennell                                                                    | Elizabet Tursynbaeva                                                              |
| 2019-2020 | Elizaveta Tuktamysheva                                                            | You Young                                                                         | Lim Eun-soo                                                                       |
| 2020-2021 | Le gare si sono svolte come eventi individuali a causa della pandemia di COVID-19 | Le gare si sono svolte come eventi individuali a causa della pandemia di COVID-19 | Le gare si sono svolte come eventi individuali a causa della pandemia di COVID-19 |
| 2021-2022 | Alysa Liu                                                                         | Anastasija Gubanova                                                               | Ekaterina Kurakova                                                                |
| 2022-2023 | Kim Ye-lim                                                                        | Ekaterina Kurakova                                                                | Lindsay Thorngren                                                                 |
| 2023-2024 | Kim Chae-yeon                                                                     | Anastasija Gubanova                                                               | Ekaterina Kurakova                                                                |
| 2023-2024 | Elyce Lin-Gracey                                                                  | Sarah Everhardt                                                                   | Isabeau Levito                                                                    |

### Coppie
| Anno      | Oro                                                                               | Argento                                                                           | Bronzo                                                                            |
| 2014-2015 | Alexa Scimeca / Chris Knierim                                                     | Haven Denney / Brandon Frazier                                                    | Jessica Calalang / Zach Sidhu                                                     |
| 2015-2016 | Aljona Savchenko / Bruno Massot                                                   | Evgenija Tarasova / Vladimir Morozov                                              | Natal'ja Zabijako / Aleksandr Ėnbert                                              |
| 2016-2017 | Valentina Marchei / Ondřej Hotárek                                                | Nicole Della Monica / Matteo Guarise                                              | Kristina Astakhova / Alexei Rogonov                                               |
| 2017-2018 | Natal'ja Zabijako / Aleksandr Ėnbert                                              | Nicole Della Monica / Matteo Guarise                                              | Kristina Astakhova / Alexei Rogonov                                               |
| 2018-2019 | Aleksandra Bojkova / Dmitrij Kozlovskij                                           | Kirsten Moore-Towers / Michael Marinaro                                           | Alisa Efimova / Alexander Korovin                                                 |
| 2019-2020 | Ashley Cain-Gribble / Timothy LeDuc                                               | Tarah Kayne / Danny O'Shea                                                        | Minerva Fabienne Hase / Nolan Seegert                                             |
| 2020-2021 | Le gare si sono svolte come eventi individuali a causa della pandemia di COVID-19 | Le gare si sono svolte come eventi individuali a causa della pandemia di COVID-19 | Le gare si sono svolte come eventi individuali a causa della pandemia di COVID-19 |
| 2021-2022 | Evgenija Tarasova / Vladimir Morozov                                              | Jessica Calalang / Brian Johnson                                                  | Vanessa James / Eric Radford                                                      |
| 2022-2023 | Rebecca Ghilardi / Filippo Ambrosini                                              | Annika Hocke / Robert Kunkel                                                      | Alisa Efimova / Ruben Blommaert                                                   |
| 2023-2024 | Minerva Fabienne Hase / Nikita Volodin                                            | Annika Hocke / Robert Kunkel                                                      | Lucrezia Beccari / Matteo Guarise                                                 |
| 2024-2025 | Ellie Kam / Danny O'Shea                                                          | Alisa Efimova / Misha Mitrofanov                                                  | Rebecca Ghilardi / Filippo Ambrosini                                              |

### Danza su ghiaccio
| Anno      | Oro                                                                               | Argento                                                                           | Bronzo                                                                            |
| 2014-2015 | Maia Shibutani / Alex Shibutani                                                   | Charlène Guignard / Marco Fabbri                                                  | Nelli Zhiganshina / Alexander Gaszi                                               |
| 2015-2016 | Charlène Guignard / Marco Fabbri                                                  | Isabella Tobias / Ilia Tkachenko                                                  | Natalia Kaliszek / Maxsym Spodyriev                                               |
| 2016-2017 | Ekaterina Bobrova / Dmitri Soloviev                                               | Madison Chock / Evan Bates                                                        | Charlène Guignard / Marco Fabbri                                                  |
| 2017-2018 | Ekaterina Bobrova / Dmitri Soloviev                                               | Charlène Guignard / Marco Fabbri                                                  | Tiffany Zahorski / Jonathan Guerreiro                                             |
| 2018-2019 | Piper Gilles / Paul Poirier                                                       | Charlène Guignard / Marco Fabbri                                                  | Christina Carreira / Anthony Ponomarenko                                          |
| 2019-2020 | Charlène Guignard / Marco Fabbri                                                  | Madison Chock / Evan Bates                                                        | Laurence Fournier Beaudry / Nikolaj Sørensen                                      |
| 2020-2021 | Le gare si sono svolte come eventi individuali a causa della pandemia di COVID-19 | Le gare si sono svolte come eventi individuali a causa della pandemia di COVID-19 | Le gare si sono svolte come eventi individuali a causa della pandemia di COVID-19 |
| 2021-2022 | Charlène Guignard / Marco Fabbri                                                  | Diana Davis / Gleb Smolkin                                                        | Olivia Smart / Adrián Díaz                                                        |
| 2022-2023 | Lilah Fear / Lewis Gibson                                                         | Marjorie Lajoie / Zachary Lagha                                                   | Allison Reed / Saulius Ambrulevicius                                              |
| 2023-2024 | Lilah Fear / Lewis Gibson                                                         | Allison Reed / Saulius Ambrulevicius                                              | Diana Davis / Gleb Smolkin                                                        |
| 2024-2025 | Lilah Fear / Lewis Gibson                                                         | Evgeniia Lopareva / Geoffrey Brissuad                                             | Christina Carreira / Anthony Ponomarenko                                          |